# The Snow Walker
The Snow Walker är en kanadensisk äventyrsdramafilm från 2003 i regi av Charles Martin Smith och med Barry Pepper och Annabella Piugattuk i huvudrollerna. Filmen grundar sig på novellen "Walk well, my brother" av den kanadensiske författaren Farley Mowat.

## Handling
Charlie Halliday (Pepper) är en självupptagen och tämligen ignorant pilot och casanova i 50-talets Yellowknife i norra Kanada som försörjer sig på att flyga och sälja leveranser med mat och sprit till inuiter och på fritiden hänger han mest på en lokal bar. Under en flygning norrut frågas han av en grupp inuiter om han kan flyga Kanaalaq, en ung sjuk inuitkvinna (Piugattuk), till ett sjukhus för vård. Han accepterar motvilligt men under flygningen tillbaka till Yellowknife havererar det lilla flygplanet mitt ute i ödemarken. Både Charlie och Kanaalaq överlever haveriet, men förtvivlat inser Charlie snart att ingen räddning finns för de båda på platsen, och han är nästan beredd på att ge upp. Men Kanaalaq behåller lugnet, skaffar föda och tillverkar kläder och hon visar Charlie undan för undan att det går att överleva på naturens villkor.

## Rollista
| Barry Pepper        | – Charlie Halliday |
| Annabella Piugattuk | – Kanaalaq         |
| James Cromwell      | – Walter Shepherd  |
| Kiersten Warren     | – Estelle          |
| Jon Gries           | – Pierce           |
| Robin Dunne         | – Carl             |
| Malcolm Scott       | – Warren           |
| Michael Bublé       | – Hap              |
| Brad Sihvon         | – Mr. Izzard       |
| Greg Spottiswood    | – Mr. Moss         |

## Trivia
- Filmen spelades in under 2002, i autentisk miljö i Kanadas Northwest Territories.
- Under hela inspelningen hade filmteamet beväpnade vakter i området för att skydda dem mot isbjörnar.
- Temperaturen under inspelningen sjönk vissa dagar ner till -45 grader C.
- Annabella Piugattuk talar i början uteslutande på Inuktitut, vilket är hennes modersmål, och hon är också liksom hennes rollfigur Kanaalaq kunnig i inuitisk strupsång, att jaga säl och valross och tillverka traditionella inuitiska kläder.